# 夏羅之役
夏羅之役（Battle of Shiloh，1862年4月6日－4月7日），又名为匹茲堡登陸點之役（Battle of Pittsburg Landing），為美國南北戰爭其中的一場戰役，發生於田納西州哈丁縣，最後由美利堅合眾國勝出。雙方參戰人數達111,511人，傷亡人數總計23,746人。